# GRO J0422+32
GRO J0422+32 eller V518 Persei, är en röntgennova- och svarthålskandidat 
belägen i den mellersta delen av stjärnbilden Perseus och som upptäcktes av BATSE-instrumentet på Compton Gamma Ray Observatory-satelliten den 5 augusti 1992. Den har en skenbar magnitud av ca 13,2 och kräver ett kraftfullt teleskop för att kunna observeras. Under utbrottet observerades den vara starkare än gammastrålkällan i Krabbnebulosan ut till fotonenergier på cirka 500 keV. Den beräknas befinna sig på ett avstånd på ca 7 800 ljusår (2 400 parsek) från solen. 

## Egenskaper
GRO J0422+32 är också känd för att ha som följeslagare en huvudseriestjärna, V518 Perei, av spektraltyp M. Den har en skenbar magnitud på 13,5 i B-spektralbandet och 13,2 i det synliga bandet.

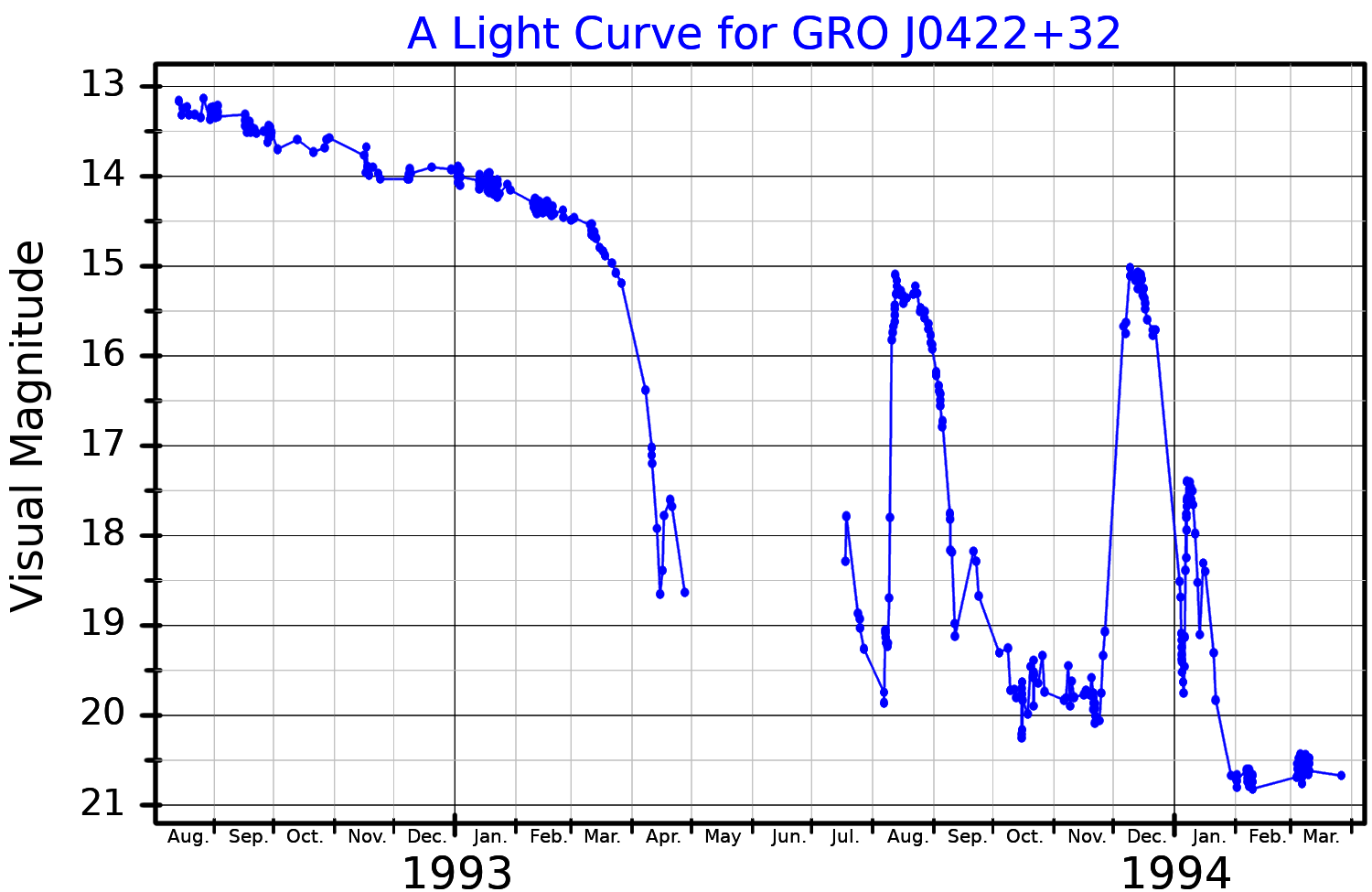
Ljuskurva av synligt ljus för J0422+32 anpassad från Chevalier och Ilovaiski (1995).)

Massan av det svarta hålet i GRO J0422+32 ligger i intervallet 3,66 till 4,97 solmassor. Detta är det minsta som hittills hittats för något stjärnbundet svart hål och nära den teoretiska övre massgränsen (ca 2,7 solmassor) för en neutronstjärna. Ytterligare analys 2012 beräknade en massa på 2,1 solmassor, vilket väcker frågor om vad objektet faktiskt är.